# Americas Rugby Championship 2019
Americas Rugby Championship 2019 – czwarta edycja Americas Rugby Championship, stworzonego przez World Rugby turnieju dla reprezentacji narodowych obu Ameryk mającego za zadanie podniesienie jakości rugby na tym kontynencie, a dziewiąta ogółem. Odbyła się systemem kołowym z udziałem sześciu reprezentacji w dniach 2 lutego – 9 marca 2019 roku.
Sześć uczestniczących zespołów rywalizowało systemem kołowym w ciągu pięciu weekendów pomiędzy 2 lutego a 9 marca 2019 roku – po raz pierwszy z jednym wolnym weekendem w trakcie rozgrywek. Zwycięzca meczu zyskiwał cztery punkty, za remis przysługiwały dwa punkty, porażka nie była punktowana, a zdobycie przynajmniej czterech przyłożeń lub przegrana nie więcej niż siedmioma punktami premiowana była natomiast punktem bonusowym.
Na początku listopada 2018 roku ogłoszono harmonogram rozgrywek, miesiąc później potwierdzono godziny rozgrywania spotkań oraz wyznaczono sędziów zawodów.
Wszystkie spotkania były emitowane na żywo przez stacje z grupy ESPN oraz TSN, były również transmitowane w Internecie. Edycja ta pobiła rekordy w oglądalności i zaangażowania w mediach społecznościowych.
Z kompletem bonusowych zwycięstw w turnieju triumfowali Argentyńczycy. Najwięcej punktów w zawodach zdobył reprezentujący Brazylię Josh Reeves, w klasyfikacji przyłożeń z sześcioma zwyciężył zaś reprezentant USA Joe Taufeteʻe.
Na sierpień tegoż roku zaplanowane do rozegrania zostały także rozgrywki dla znajdujących się niżej w rankingu zespołów – Americas Rugby Challenge 2019.

## Mecze

### Tydzień 1
| 2 lutego 201917:15 | Chile | 8:71 | Stany Zjednoczone | Estadio Santiago Bueras, Maipú Sędzia: Damian Schneider |
| 2 lutego 201917:15 |       | 8:71 |                   | Estadio Santiago Bueras, Maipú Sędzia: Damian Schneider |

| 2 lutego 201915:00 | Argentyna | 54:3 | Brazylia | Neuquén RC, Neuquén Sędzia: Joaquín Montes |
| 2 lutego 201915:00 |           | 54:3 |          | Neuquén RC, Neuquén Sędzia: Joaquín Montes |

| 2 lutego 201921:40 | Urugwaj | 20:17 | Kanada | Estadio Charrúa, Montevideo Sędzia: Federico Anselmi |
| 2 lutego 201921:40 |         | 20:17 |        | Estadio Charrúa, Montevideo Sędzia: Federico Anselmi |

### Tydzień 2
| 8 lutego 201920:10 | Urugwaj | 20:5 | Chile | Estadio Charrúa, Montevideo Sędzia: Federico Anselmi |
| 8 lutego 201920:10 |         | 20:5 |       | Estadio Charrúa, Montevideo Sędzia: Federico Anselmi |

| 9 lutego 201917:00 | Argentyna | 45:14 | Stany Zjednoczone | Marabunta RC, Cipolletti Sędzia: Francisco González |
| 9 lutego 201917:00 |           | 45:14 |                   | Marabunta RC, Cipolletti Sędzia: Francisco González |

| 9 lutego 201920:15 | Brazylia | 18:10 | Kanada | Estádio Martins Pereira, São José dos Campos Sędzia: Frank Méndez |
| 9 lutego 201920:15 |          | 18:10 |        | Estádio Martins Pereira, São José dos Campos Sędzia: Frank Méndez |

### Tydzień 3
| 22 lutego 201919:10 | Kanada | 56:0 | Chile | Westhills Stadium, Langford Sędzia: Henrique Platais |
| 22 lutego 201919:10 |        | 56:0 |       | Westhills Stadium, Langford Sędzia: Henrique Platais |

| 23 lutego 201919:10 | Argentyna | 35:10 | Urugwaj | Estadio José Amalfitani, Buenos Aires Sędzia: Derek Summers |
| 23 lutego 201919:10 |           | 35:10 |         | Estadio José Amalfitani, Buenos Aires Sędzia: Derek Summers |

| 23 lutego 201911:40 | Stany Zjednoczone | 33:28 | Brazylia | Dell Diamond, Round Rock Sędzia: Damian Schneider |
| 23 lutego 201911:40 |                   | 33:28 |          | Dell Diamond, Round Rock Sędzia: Damian Schneider |

### Tydzień 4
| 1 marca 201919:10 | Kanada | 23:39 | Argentyna | Westhills Stadium, Langford Sędzia: Derek Summers |
| 1 marca 201919:10 |        | 23:39 |           | Westhills Stadium, Langford Sędzia: Derek Summers |

| 2 marca 201918:10 | Brazylia | 15:10 | Chile | Estádio Jaime Cintra, Jundiaí Sędzia: Joaquín Montes |
| 2 marca 201918:10 |          | 15:10 |       | Estádio Jaime Cintra, Jundiaí Sędzia: Joaquín Montes |

| 2 marca 201919:00 | Stany Zjednoczone | 25:32 | Urugwaj | Starfire Stadium, Tukwila Sędzia: Pablo Deluca |
| 2 marca 201919:00 |                   | 25:32 |         | Starfire Stadium, Tukwila Sędzia: Pablo Deluca |

### Tydzień 5
| 9 marca 201917:00 | Chile | 10:85 | Argentyna | Estadio Santiago Bueras, Maipú Sędzia: Henrique Platais |
| 9 marca 201917:00 |       | 10:85 |           | Estadio Santiago Bueras, Maipú Sędzia: Henrique Platais |

| 8 marca 201919:10 | Stany Zjednoczone | 30:25 | Kanada | Starfire Stadium, Tukwila Sędzia: Pablo Deluca |
| 8 marca 201919:10 |                   | 30:25 |        | Starfire Stadium, Tukwila Sędzia: Pablo Deluca |

| 9 marca 201919:15 | Urugwaj | 42:20 | Brazylia | Estadio Charrúa, Montevideo Sędzia: Talal Chaudry |
| 9 marca 201919:15 |         | 42:20 |          | Estadio Charrúa, Montevideo Sędzia: Talal Chaudry |